# TT Fusion
TT Fusion é uma empresa software house de Wilmslow, Cheshire, Inglaterra. Antes a empresa era conhecida como Embryonic Studios, mas foi comprada pela TT Games tornando-se sua subsidiaria.